# Nawra (Couïavie-Poméranie)
Pour les articles homonymes, voir Nawra.
Nawra est un village polonais situé en Couïavie-Poméranie, dans le Powiat de Toruń et dans le gmina (commune) de Chełmża,.